# Astomaspis ruficornis
Astomaspis ruficornis là một loài tò vò trong họ Ichneumonidae.